# 중허차고
중화차고(中和機廠)위대 대만 신베이시 지구는 타이베이 첩운 난스자오역 서쪽에 있으며 타이베이 첩운 중허신루선의 기계 공장이다.

## 구조
타이베이 첩운 중 가장 좁고 모든 것이 지하에 있으며 구금 라인은 6 개뿐이다.
- 공장 규모 : 일류 수리 공장
- 면적 : 약 1.1 헥타르

## 역사
1998년 12월 24일 이용시작하였다.

## 중허신루선다른 차량 기지
- 신좡차고
- 루저우차고